# Zalog pod Uršulo
Zalog pod Uršulo je naselje v Občini Šentjur.